# Agatha Christie (série télévisée)
Pour les articles homonymes, voir The Agatha Christie Hour.
Agatha Christie est une série télévisée britannique en dix épisodes de 52 minutes créée d'après l'œuvre d'Agatha Christie et diffusée entre le 7 septembre et le 16 novembre 1982 sur ITV.
Au Québec, elle a été diffusée à partir du 19 mars 1983 sur Premier Choix puis rediffusée en clair à partir du 7 janvier 1985 à la Télévision de Radio-Canada. En France, elle a été rediffusée en février 1987 sur FR3.
Après la diffusion de la série télévisée, les nouvelles dont sont tirés les épisodes sont réunies dans le recueil Dix Brèves Rencontres publié en 1982 au Royaume-Uni et en 1983 en France.

## Fiche technique
- Titre original : The Agatha Christie Hour
- Pays d'origine :  Royaume-Uni
- Langue originale : Anglais
- Saisons diffusées : 1 (10 épisodes)
- Producteurs : Pat Sandys
- Sociétés de production : Thames Television
- Musique : Harry Rabinowitz (7 épisodes)
- Diffuseur original : ITV
- Année de création : 1982
- Durée moyenne d'un épisode : 52 minutes
- Genre : Série télévisée policière
- Format : couleur - 1.33:1 - Mono

## Épisodes
1. Le Démon de midi (The Case of the Middle-Aged Wife)
2. Reflet de l'avenir (In a Glass Darkly)
3. Erreur d'aiguillage (The Girl in the Train)
4. Le Quatrième Homme (The Fourth Man)
5. Agence matrimoniale (The Case of the Discontented Soldier)
6. Fleur de magnolia (Magnolia Blossom)
7. Le Vase bleu (The Mystery of the Blue Jar)
8. Le Signal rouge (The Red Signal)
9. Un emploi princier (Jane in Search of a Job)
10. Un Noël pas comme les autres (The Manhood of Edward Robinson)

## DVD (France)
La série a été éditée en Coffret DVD sous le titre Agatha Christie - Dix Brèves Rencontres chez l'éditeur "Koba Films" sorti le 29 septembre 2010.